# Tell Brak

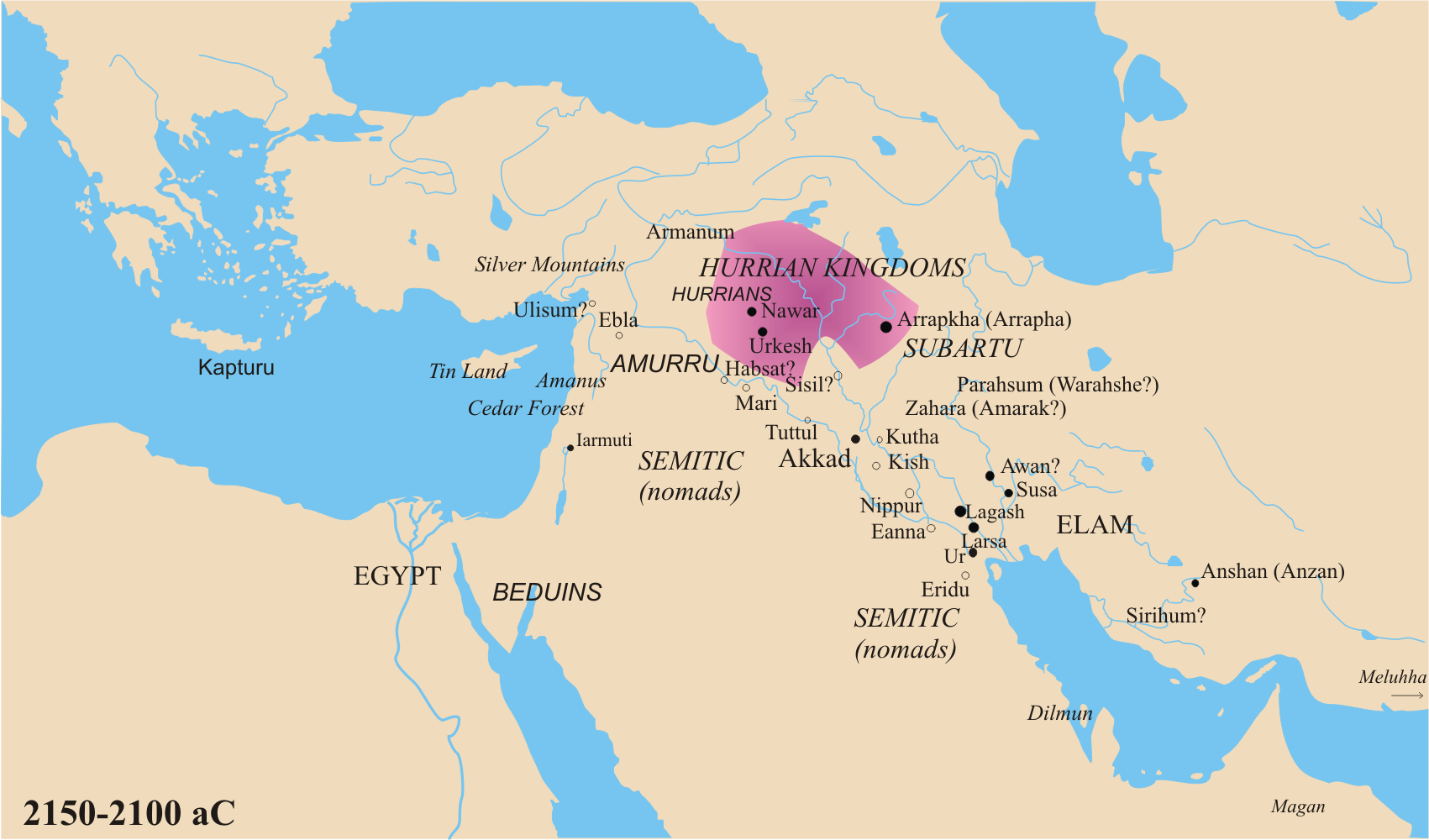
Regnes hurrites vers 2100 aC, amb Nawar/Nagar

Tell Brak (àrab: تل براك, Tall Brāk) és un jaciment arqueològic a la governació d'al-Hasakah, a Síria. És un dels munts arqueològics més grans de l'Orient Mitjà, amb una altura de 40 metres i un km de diàmetre. Fou excavada per Max Mallowan el 1937 i 1938. Fou excavat altre cop per equips britànics entre 1976 i 1993. Un nou equip britànic va fer excavacions el 1998 que es van aturar durant la invasió de l'Iraq però van continuar el 2006. En el jaciment s'han excavat diversos nivells. El primer està datat de vers el 6000 aC. Apareixen restes de la cultura d'Halaf. Seguidament és un dels centres de la cultura d'Obeid i del període d'Uruk.

## Història
Al tercer mil·lenni els texts cuneïformes identifiquen la població amb el nom de Nagar; els seus sobirans eren poderosos i tenien contactes d'igual a igual amb els sobirans de Mari. Els seus contactes amb Ebla s'esmenten en documents d'aquesta ciutat, en els quals Tell Brak apareix amb el nom de Brakigo; els sobirans d'Ebla i Nagar intercanviaven cartes i regals i la princesa eblaita Tagrish-Damu, fille d'Ish’ar-Damu, es va casar amb la filla del rei de Nagar; el rei d'aquesta va anar a retre homenatge al deu Dagan el seu temple de Tuttul. No hi ha texts procedents de Nawar en aquesta època però si de la veïna Nabada, capital d'una província del regne, que correspon a Tell Beydar.
Com els regnes d'Ebla i Mari, el de Nagar fou envaït per Sargon I d'Accad a la segona meitat del segle xxiv aC. El temple de Nagar fou destruït vers el 2300 aC, sent redescobert el 1998. Estava al límit de l'esfera cultural accàdia al sud de la ciutat estat d'Urkesh (Tell Mozan). Després de la destrucció la ciutat tornava a estar habitada sota Naram-Sin d'Accàdia. Al segle xxii (després del 2200 aC) el palau de Naram-Sin, que havia estat construït quan Nagar era un centre administratiu de l'imperi d'Accad, era més un dipòsit per emmagatzemar els tributs i productes agrícoles que una seu de govern; els documents trobats al palau estan oberts a interpretacions.
Al final del tercer mil·lenni un canvi climàtic va causar una disminució de mida de la ciutat, i una alteració del poblament regional amb una forta presència hurrita, en mans dels que hauria caigut a l'enfonsament de l'imperi d'Accad, i al segon mil·lenni va restar un lloc de menor importància. Un segell d'un anomenat Talpush-atili, que s'anomena rei de Nawar, variant hurrita del nom Nagar, no està datat. Sembla que el regne ocupava Nagar o Nawar (Tell Brak) i Urkesh o Urkish (Tell Mozan). En aquesta segona s'ha trobat el segell d'un rei de nom Atal-shen, amb títol d'endan (similar a rei) d'Urkish i Nawar, cap a la final del segle xxii (vers 2100 aC). Al segle següent després d'un breu període de dominació de la tercera dinastia d'Ur que va fer campanya a la zona del Khabur, continua el regne hurrita amb un sobirà anomenat Tish-atal, "endan" d'Urkish.
El període amorrita o paleo-babiloni (2004-1595) correspon en arqueologia a l'expansió de la ceràmica del Khabur » (ceràmica pintada amb bandes o motius vermells) per la regió de Tell Brak. La població era hurrita. El poblament s'ha desplaçat al nord del munt (tell) i s'ha abandonat la part sud al final del mil·lenni. S'ha trobat un petit santuari i un forn de ceràmica de vers el segle XVII aC.
Al segle xviii aC la ciutat de Nagar/Nawar apareix documentada als arxius de Mari: el rei Yakhdun-Lim de Mari s'enfrontava a Samsi-Addu d'Ekallatum per l'hegemonia a la vall del Khabur, i el primer s'imposa al segon per un temps però després Samsi-Addu acaba triomfant i Nagar passa al seu control, situació que continua fins que en temps de Zimri-Lim de Mari, aquest domina els regnes del triangle del Khabur. En aquest temps Nagar pertany al regne de Kahat (que correspon a Tell Barri), vassall de Mari, però si bé no és un centre polítics si que és un centre religiós amb una deïtat tutelar, la «Dama de Nagar» (Bēlet Nagar), a la que es rendeix culte actiu a tota la regió del Khabur. La seva importància està testimoniada pels arxius de Tell Leilan per la segona meitat del segle xviii aC que també diuen que la regió del Khabur va passar a Yamkhad (Alep) després de la caiguda de Mari el 1762 aC a causa de l'ofensiva d'Hammurabi de Babilònia.
Al final del segle xvii o al segle xvi el regne de Mitanni s'erigeix en la potència regional dominant la vall del Khabur. A Tell Brak en aquest període apareix la ceràmica de Nuzi (pintada amb motius blancs sobre fons fosc), derivada de la ceràmica del Khabur. Un palau del període de Mitanni s'ha trobat a Tell Brak i al seu costat un petit temple datat al període hurrita (vers 1500-1360 aC). També s'han trobat tauletes jurídiques redactades en hurrita en els regnes d'Artashumara i Tushratta. A l'inici del segle xiii els assiris conqueriren la població, sota Adadnirari I o sota Salmanasar I. El palau té restes de dues destruccions successives.